# Michal Doležal (Fußballspieler)
Michal Doležal (* 19. August 1977 in Teplice) ist ein tschechischer Fußballspieler.
(es fehlt die Biografie)

## Sportliche Karriere
Michal Doležal durchlief die Jugendmannschaften von Spartak Bystřany, Sklo Union Teplice (der spätere SK) und Sparta Prag. 1996 wechselte er zurück in seinen Geburtsort zum FK Teplice, für den er in der Gambrinus Liga sein Debüt gab. Noch in der Saison wurde er an den finanziell angeschlagenen Zweitligisten FK Ústí nad Labem abgegeben, wo er vermehrt Spielpraxis sammeln konnte. 1997 kehrte er vom pleitegegangenen Ústí nad Labem nach Teplice zurück und wurde dort Stammspieler. In der Saison 1998/99 erreichte er mit dem Verein die Vizemeisterschaft und damit den größten Vereinserfolg. Die Saison 1999/2000 spielte Doležal bei SK Hradec Králové, bevor er 2000 nach Abstieg Královés wieder nach Teplice zurückkehrte, wo er abgesehen von zwei kurzen Leihphasen bis 2010 verblieb. 2003 und 2009 gewann er mit der Mannschaft den Tschechischen Fußballpokal. Während er 2003 noch in der 79. Minute für Michal Kolomazník eingewechselt wurde, kam er 2009 im Finale nicht zum Einsatz. In der Saison 2004/05 wurde das Team Dritter und qualifizierte sich damit für den UEFA-Pokal, in dem auch Doležal zum Einsatz kam. In der ersten Runde wurde der 1. FC Kaiserslautern ausgeschaltet, in Runde zwei Feyenoord Rotterdam, wobei auch Doležal eines der drei tschechischen Tore in Hin- und Rückspiel erzielte. In der dritten Runde schied der Verein gegen Celtic Glasgow aus. Doležal bestritt alle sechs möglichen Spiele. Auch 2005/06 machte er beide Spiele in der ersten Runde gegen Espanyol Barcelona mit, als Teplice früh ausschied. Einschließlich Qualifikationsspielen und UI-Cup-Einsätzen machte der Tscheche etwa 20 internationale Spiele und erzielte dabei zwei Tore. 2005/06 wurde Teplice Liga-Vierter. In der Saison 2010/11 war er an den Erstligisten FK Ústí nad Labem ausgeliehen, für den er schon 15 Jahre zuvor spielte. Er stieg als Letzter mit der Mannschaft aus der ersten Liga ab und wechselte daraufhin erstmals ins Ausland. In Deutschland schloss sich der als rechter Mittelfeldspieler oder Rechtsverteidiger einsetzbare Spieler dem ambitionierten Fünftligisten SV Germania 90 Schöneiche an und avancierte zum Stammspieler.